# Бузыкино
Бузыкино — деревня в Кадуйском районе Вологодской области.
Входит в состав Никольского сельского поселения, с точки зрения административно-территориального деления — в Никольский сельсовет.
Расстояние по автодороге до районного центра Кадуя — 33 км, до центра муниципального образования села Никольское — 9 км. Ближайшие населённые пункты — Бильково, Калинниково, Лыковская, Мелехино, Постниково, Семеновская, Спиренская, Старина, Тарасовская.
По переписи 2002 года население — 4 человека.